# Special Charte der Insel Rügen

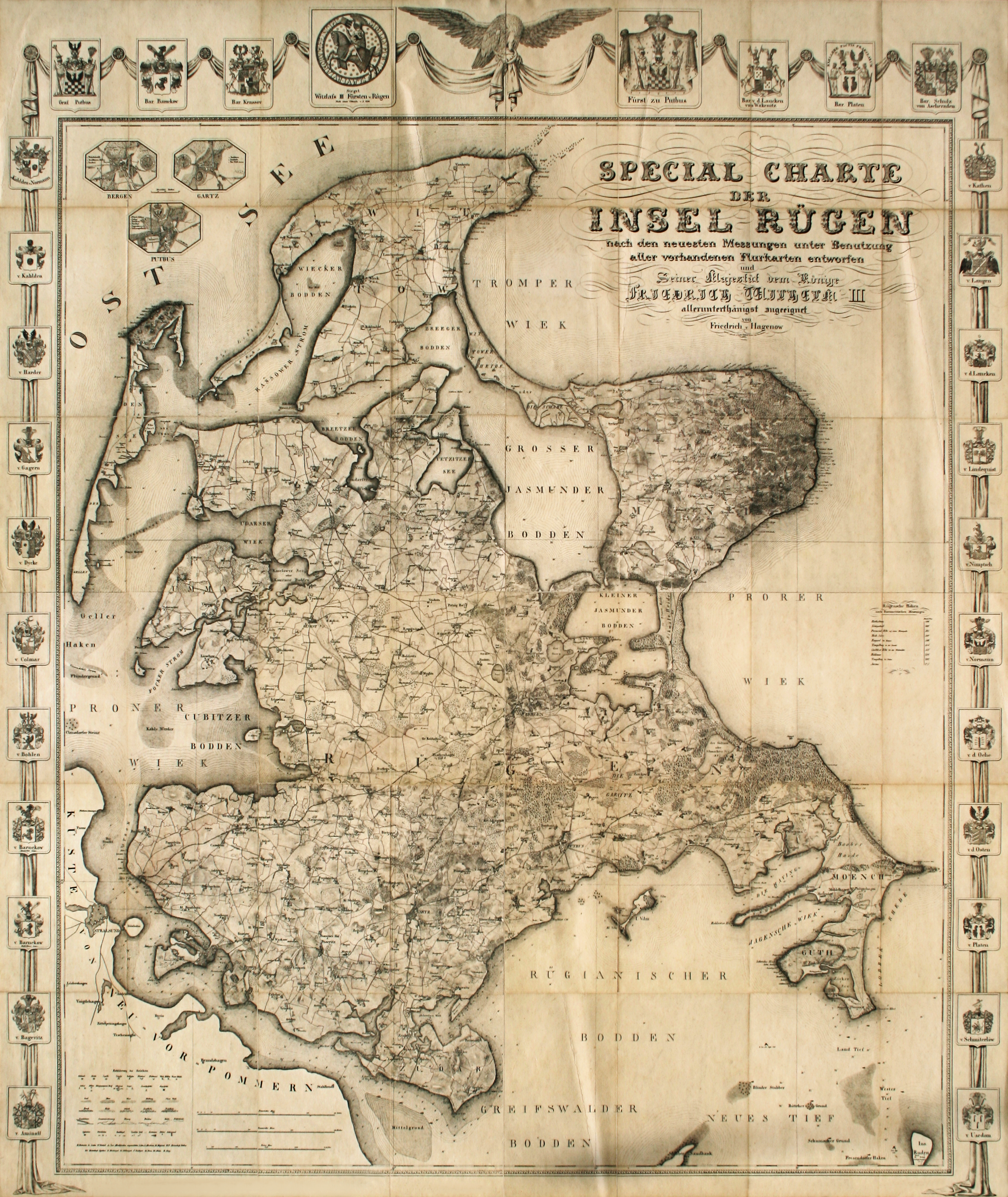
Special Charte der Insel Rügen

Die Special Charte der Insel Rügen ist die erste Gesamtkarte der Insel Rügen, die die topografischen und geografischen Gegebenheiten präzise darstellt. Sie wurde im Jahr 1829 vom vorpommerschen Naturwissenschaftler und Prähistoriker Friedrich von Hagenow erstellt und trägt den vollständigen Titel „Special Charte der Insel Rügen – nach den neuesten Messungen unter Benutzung aller vorhandenen Flurkarten – entworfen und Seiner Majestät dem Könige Friedrich Wilhelm III allerunterthänigst zugeeignet von Friedrich v. Hagenow – Gravirt u. gedruckt im Königl. lithograph. Institut d. gr. Generalstabes 1829.“

## Beschreibung
Die Lithografie hat eine Gesamtgröße von 95 cm × 111 cm und besteht – bedingt durch die damalige Drucktechnik – aus Teilen verschiedener Größe. Der Maßstab beträgt circa 1:50.000 und wird auf der Karte in grafischer Form in dreierlei Maß dargestellt („Preussisches Maas in Ruthen“, „Pommersches Maas in Ruthen“ und „Pariser Maas in Fuss“).
Die eigentliche Karte wird von 30 Wappen rügenscher Adelsgeschlechter umrahmt. In der oberen linken Ecke sind die Stadtpläne von Bergen, Garz und Putbus mit einer Maßstabsangabe in „Rheinländ. Ruthen“ dargestellt. Rechts in der Mitte sind unter der Überschrift „Rügensche Höhen nach Barometrischen Messungen“ für die Orte Herthaburg, Königsstuhl, Promoisel Höhe auf einem Hünengrabe, Hoch Selow, Rugard bei Bergen, Tempelberg in der Granitz, Quoltitzer Höhe bei der Windmühle, Hiddensee, Tempelberg bei Putbus und Arcona Höhenangaben in der Maßeinheit „Rheinl. Fuss“ aufgelistet. Und schließlich findet sich in der linken unteren Ecke eine „Erklärung der Zeichen“ für die 53 verschiedenen auf der Karte verwendeten Symbole und Abkürzungen.

## Bedeutung
Die Karte ist bis heute für die archäologische und allgemeine Heimatforschung sehr wertvoll, da sie auch die Standorte von 229 Großsteingräbern, 401 Urnenfriedhöfen und 1239 Hügelgräbern enthält, die in der weit überwiegenden Zahl jetzt nicht mehr oder nur schwer auffindbar sind. Durch diese Karte ist somit dokumentiert, wie viele dieser besonders auf Rügen anzutreffenden kulturhistorischen Besonderheiten durch Intensivierung der Landwirtschaft und – in Bezug auf die Großsteingräber, von denen heute nur noch circa 50 existieren – durch ihre Verwendung als Straßenpflaster oder zum Häuserbau zerstört wurden.
Eine Originalkarte aus dem Jahr 1829 befindet sich in der Historischen Kartensammlung des Instituts für Geologie und Geographie der Universität Greifswald.